# Norvallstjärnen
Norvallstjärnen är en sjö i Härjedalens kommun i Hälsingland och ingår i Ljusnans huvudavrinningsområde. Sjön har en area på 0,075 kvadratkilometer och ligger 283,1 meter över havet.

## Delavrinningsområde
Norvallstjärnen ingår i det delavrinningsområde (688547-145702) som SMHI kallar för Utloppet av Långströmssjön. Medelhöjden är 322 meter över havet och ytan är 10,88 kvadratkilometer. Räknas de 835 avrinningsområdena uppströms in blir den ackumulerade arean 9 538,28 kvadratkilometer. Avrinningsområdets utflöde Ljusnan mynnar i havet. Avrinningsområdet består mestadels av skog (71 procent). Avrinningsområdet har 1,77 kvadratkilometer vattenytor vilket ger det en sjöprocent på 16,3 procent.